# 甲府市立東小学校
甲府市立東小学校（こうふしりつ ひがししょうがっこう）は、山梨県甲府市朝気にある公立小学校。

## 沿革

### 年表
- 1958年4月 - 甲府市立東小学校として設立される。
- 1958年10月 - 校旗樹立・校歌制定
- 1960年9月 - 特殊学級を開設
- 1961年7月 - プール完成
- 1963年4月 - 屋内体育館落成
- 1965年11月 - 山下清が来校し、特殊学級児童と話し合う
- 1980年4月 - プラネタリウム室完成
- 1982年7月 - 校庭の校舎建築予定地の朝気遺跡発掘調査開始（9月完了）
- 1984年3月 - 第一期工事完成(東棟鉄筋三階校舎)
- 1984年4月 - 第二期校舎建築予定地の朝気遺跡発掘調査開始（6月完了）
- 1985年3月 - 第二期工事完成(西棟鉄筋三階校舎、給食室)
- 2008年3月 - 新体育館完成

## 教育方針
- 学校教育目標 - 『楽しみがゆきわたる』～日本一明るい学校～
- めざす子ども像
  - かしこく…粘り強く学習し，よく考える子ども
  - なかよく…思いやりの心をもち，仲良く助け合う子ども
  - たくましく…体をきたえ，心身共に健康で明るい子ども